# Armando Tejeda Cid
Armando Tejeda Cid (21 de septiembre de 1984) es un político mexicano, miembro del Partido Acción Nacional (PAN). Ha sido en dos ocasiones diputado federal.

## Biografía
Es licenciado en Contaduría Pública y Finanzas egresado del Instituto Tecnológico y de Estudios Superiores de Monterrey (ITESM), maestro en Ciencias Políticas y Gestión Pública por el Instituto Tecnológico y de Estudios Superiores de Occidente (ITESO) y tiene estudios de posgrado en Estrategia y Comunicación Política y diplomado en Gestión Pública y Economía.
Miembro activido del PAN desde 2006, en el comité municipal de Sahuayo fue secretario de Acción Juvenil en 2007 y presidente en 2012. En 2008 fue elegido regidor del Ayuntamiento de Sahuayo que concluyó en 2011 y fue presidido por Santiago Alejandro Amezcua Sánchez, y de 2012 a 2015 fue tesorero del ayuntamiento encabezado por Francisco Sánchez Sánchez.
En las elecciones de 2015 fue candidato del PAN a presidente municipal de Sahuayo y obtuvo oficialmente el triunfo, pero este fue revocado y las elecciones declaradas nulas por el Tribunal Electoral del Poder Judicial de la Federación el 1 de septiembre de ese año, por lo cual nunca ocupó el cargo y no pudo ser nuevamente candidato al cargo en la elección extraordinaria.
De 2015 a 2018 fue secretario técnico en la LXIII Legislatura de la Cámara de Diputados. En las elecciones federales de 2018 fue candidato de la coalición Por México al Frente a diputado federal por el Distrito 4 de Michoacán. Logró la victoria en el proceso electoral, y asumió el cargo para la LXIV Legislatura que concluyó en 2021. En esta legislatura fue secretario de la comisión de Presupuesto y Cuenta Pública; e integrante de las comisiones de Desarrollo y Conservación Rural, Agrícola y Autosuficiencia Alimentaria; de Energía; de Seguridad Pública; y del Comité de Administración. Se separó del cargo mediante licencia del 12 de abril al 15 de junio de 2021.
Fue postulado y reelegido al cargo de diputado en 2021, pero por el principio de representación proporcional a la LXV Legislatura de 2021 a 2024. En esta segunda legislatura es presidente del Comité de Administración; secretario de la comisión de Comunicaciones y Transportes; e integrante de las comisiones de Presupuesto y Cuenta Pública; y, de Reforma Política-Electoral.